# Mária Ivánka-Budinsky
Mária Ivánka-Budinsky (ur. 23 lutego 1950) – węgierska szachistka, arcymistrzyni od 1978 roku.

## Kariera szachowa
W latach 70. i 80. XX wieku należała do szerokiej światowej czołówki, sześciokrotnie uczestnicząc w turniejach międzystrefowych (eliminacji mistrzostw świata), najlepsze wyniki (V miejsca) osiągając w roku 1971 w Ochrydzie i w 1976 w Tbilisi. Pomiędzy 1969 a 1986 rokiem ośmiokrotnie reprezentowała barwy narodowe Węgier na szachowych olimpiadach (w tym 3 razy na I szachownicy), zdobywając łącznie 11 medali: sześciokrotnie wraz z drużyną (4 srebrne i 2 brązowe) oraz pięciokrotnie za wyniki indywidualne (złoty za najlepszy wynik na I szachownicy w roku 1974, 3 srebrne i brązowy). W czasie swojej kariery dziewięć razy zdobyła tytuł mistrzyni Węgier (w latach 1967, 1968, 1970 – dwukrotnie, 1971, 1972, 1974, 1978, 1986).
Do jej sukcesów w turniejach międzynarodowych należą m.in.: I m. w Zinnowitz (1968, turniej strefowy), I-III m. w Vrnjačkiej Banji (1970, turniej strefowy), I m. w Wijk aan Zee (1971), I-III m. w Vrnjačkiej Banji (1971), I m. w Braszowie (1972), I-IV m. w Wijk ann Zee (1973, turniej strefowy), II-III m. w Suboticy (1976), III m. w Belgradzie (1977), I m. w Zalaegerszeg (1979, turniej strefowy) oraz II m. w Balatonfüred (1987, turniej strefowy).
Najwyższy ranking w karierze osiągnęła 1 stycznia 1976 r., z wynikiem 2320 punktów zajmowała wówczas 6. miejsce na światowej liście FIDE (oraz pierwsze wśród węgierskich szachistek).
Od 1993 r. nie występuje w turniejach klasyfikowanych przez Międzynarodową Federację Szachową. W 2002 wydała książkę Silver Queen (z ang. Srebrna królowa, ISBN 963-9160-36-9), w której opisała swoje życie i karierę.